# Georgengrün (Auerbach/Vogtl.)
Georgengrün ist eine Häusergruppe bei Auerbach im sächsischen Vogtlandkreis. Georgengrün gehört zu den Auerbacher kleinen Waldorten. Ein zweites Georgengrün liegt bei der benachbarten Stadt Rodewisch.

## Geschichte
Bei Georgengrün handelt es sich ursprünglich um ein Einzelgut von etwa 15 ha.
| Jahr          | 1834 | 1871 | 1875 | 1880 | 1890 |
| ------------- | ---- | ---- | ---- | ---- | ---- |
| Einwohnerzahl | 70   | 92   | 31   | 124  | 183  |

Georgengrün gehörte zunächst zum Fürstentum Sachsen-Zeitz und bis 1874 zum Amt Voigtsberg, später zur Amtshauptmannschaft Auerbach und zum Kreis bzw. zum Landkreis Auerbach. Seit 1996 gehört die Ortschaft zum Vogtlandkreis. Georgengrün war 1578 und 1752 zu Auerbach eingepfarrt. 1839 und von 1930 bis 2001 gehörte der Ort kirchenrechtlich zu Rautenkranz. 1877 gehörte Georgengrün zur Gemeinde Tannenbergsthal. Für 1875 sind 4 Häuser und 31 Einwohner bekannt. 1877 gehörte der Ort zum Postbestellanstalt Auerbach. 1880 wohnten in 12 Häusern 124 Personen. Der Georgengrüner Forst bildete zu dieser Zeit einen eigenständigen Gutsbezirk.
Die früheste bekannte Erwähnung als bewohnte Lokalität Georgengrün ist mit dem Jahr 1551 belegt. Der Name beruht auf den St.-Georgen-Schacht, ein Zinnerzbergbau, der zwischen 1534 und 1550 zur Ansiedlung von Bergleuten geführt haben soll. Spätere Nachweise mit dem Namen Georgengrühn sind für 1579 und 1673 urkundlich geworden. In den Jahren 1727, 1791 und ab 1875 ist der Ort als Georgengrün bekannt. Für 1641 ist im Kirchenbuch Treuens der Name Jürgengrün belegt. Zur Namensnennung Jürgengrün siehe auch hier: Georgengrün (Rodewisch)#Anmerkung

## Meteorologische Beobachtungen und Beobachtungen der Fauna und Flora
Bereits 1880 ist eine meteorologische Station belegt.
Durch Oberförster Angermann wurden auf 2211 Par. Fuß  Dezember 1864 bis Dezember 1865 Wetterdaten erfasst. So lag die Temperatur im Betrachtungszeitraum zwischen 25,9 °C (Juli) und −18,5 °C (Februar). Die durchschnittliche Temperatur im Kalenderjahr betrug 4,70 °C. Die mittlere Luftdichte lag bei 2,62 Par. Lin., die mittlere relative Luftfeuchte lag bei 79,66 %. Es gab 177 Regentage. Die berechnete mittlere Windrichtung lag bei 201,8° (=Südsüdwest). Gewitter gab es an 27,  trübes Wetter an 78, teilweise heiteres Wetter an 244 Tagen und wolkenleere Tage gab es 43.
Das Minimum der relativen Luftfeuchte wurde am 22. Mai um 2 Uhr bei 20 % erreicht. Die größte Regenhöhe betrug  2,57 Par. Zoll. Der letzte Schnee fiel am 29. April, der erste am 10. November. Letzter Frosttag war der 3. April. Nach 224 Tagen  fiel am 13. November der nächste Schnee. Der letzte Nachtfrost war am 29. Juni, der nächste nach 98 Tagen am 5. Oktober.
Weiterhin wurden besondere botanische und zoologische Beobachtungen dokumentiert. So blühten die Schneeglöckchen neben Oberwiesenthal in Georgengrün überhaupt nicht, die Veilchen erst am 8. Mai. Weitere Beobachtungen seien im Folgenden aufgelistet:
| Trivialname             | wiss. Name             | Beobachtungen | Beobachtungen | Beobachtungen    | Beobachtungen   |
| Trivialname             | wiss. Name             | erstes Blatt  | erste Blume   | Reife der Frucht | Entlaubung      |
| ----------------------- | ---------------------- | ------------- | ------------- | ---------------- | --------------- |
| Gem. Haselnuss          | Corylus avellana       | 5. Mai        | 23. Februar   | 1.–15. September | 16.–27. Oktober |
| Schneeglöckchen         | Galanthus nivalis      | n. v.         | n. v.         | n. v.            | n. v.           |
| Cornelkirsche           | Cornus mascula         | 9. Mai        | n. v.         | n. v.            | 20. Oktober     |
| Veilchen                | Viola odorata          | 6. Mai        | 8. Mai        | n. v.            | n. v.           |
| Salweide                | Salix caprea           | 27. April     | 30. April     | n. v.            | 30. September   |
| Spitzahorn              | Acer platanoides       | 13. Mai       | 20. Mai       | n. v.            | 10. Oktober     |
| süße Kirsche, Ostheimer | Prunus avium           | 8. Mai        | 13. Mai       | 10. Juli         | 18. Oktober     |
| Birke                   | Betula alba            | 5. Mai        | 8. Mai        | 10. September    | 18. Oktober     |
| Schwarzdorn             | Prunus spinosa         | Eingegangen   | Eingegangen   | Eingegangen      | Eingegangen     |
| Traubenkirsche          | Prunus padus           | 8. Mai        | 15. Mai       | n. v.            | 19. Oktober     |
| Lärche                  | Pinus picea            | n. v.         | 1. Juni       | 15. Oktober      | n. v.           |
| Traubenholunder         | Sambucus racemosa      | 8. Mai        | 13. Mai       | 25. Juni         | 19. Oktober     |
| Rotbuche                | Fagus sylvatica        | 6. Mai        | 20. Mai       | n. v.            | 29. Oktober     |
| Rosskastanie            | Aesculus hippocastanum | 8. Mai        | 1. Juni       | n. v.            | 20. Oktober     |
| Sommereiche             | Quercus pedunculata    | 23. Mai       | 28. Mai       | 3. Oktober       | 2. November     |
| Gemeine Eberesche       | Sorbus aucuparia       | 6. Mai        | 22. Mai       | 30. August       | 19. Oktober     |
| Gemeine Kiefer          | Pinus sylvestris       | 8. Juni       | 20. Juni      | n. v.            | n. v.           |
| Gemeiner Hollunder      | Sambucus nigra         | 12. Mai       | 4. Juli       | 2. September     | 18. Oktober     |

| Trivialname    | wiss. Name              | Beobachtungen | Beobachtungen | Beobachtungen       | Beobachtungen | Beobachtungen | Beobachtungen |
| Trivialname    | wiss. Name              | Saat          | erste Blätter | Erscheinen der Ähre | Blüte         | Reife         | Ernte         |
| -------------- | ----------------------- | ------------- | ------------- | ------------------- | ------------- | ------------- | ------------- |
| Gemeiner Hafer | Avena sativa            | 24. April     | 12. Mai       | 24. Juni            | 1. August     | n. v.         | 9. September  |
| Sommerroggen   | Secale cereale aestivum | 27. April     | 9. Mai        | 11. Juli            | 7. Juli       | 1. September  | 6. September  |
|                |                         |               |               |                     |               |               |               |

| Trivialname | wiss. Name             | Ankunft       | Wegzug          |
| --- | ---------------------- | ------------- | --------------- |
| Ringeltaube | Columba palumbus       | 8. April      | 18. Oktober     |
| Kuckuck („Kukuk“) | Cuculus Canorus        | 28. April     | 30. August      |
| Dorf-/Rauchschwalbe | Hirundo rustica        | 14. April     | 1. September    |
| gelbe Bachstelze (bekannter als Schafstälze)                                                                              | Motacilla flava        | 7. April      | 1. September    |
| Waldschnepfe | Scolopax rustica       | 16. April     | 10. Oktober     |
| Star („Staar“) | Sturnus vulgaris       | 8. März       | 1. Oktober      |
| Rotschwänzchen | Sylvis Tithys          | 5. April      | 1. Oktober      |
| |                        | Frühjahr      | Herbst          |
| Färbezeit |                        |               |                 |
| Rotwild („Rothwild“) | Rotwild („Rothwild“)   | 12. Juni      | 30. August      |
| Rehwild | Rehwild                | 8. Juni       | 8. September    |
| |                        | Brunstzeit    |                 |
| Rotwild | Rotwild                | 20. September | 25. Oktober     |
| |                        | Flugzeit      |                 |
| Maikäfer | Melolontha vulgaris    | n. v.         | n. v.           |
| Fichtenrüsselkäfer (siehe Anmerkung)                                                                                      | Curculio pini          | 8. Mai        | 10. Juli        |
| Borkenkäfer | Bostrychus typographus | 13. Mai       | Mitte September |
| Anmerkung: Im Beobachtungszeitraum wurden 5.724 Schock (= 5 Dutzend = 60) und somit 343.440 Fichtenrüsselkäfer abgelesen. |                        |               |                 |

## Belege
1. ↑  Anonym: Alphabetisches Taschenbuch sämmtlicher im Königreiche Sachsen belegenen Ortschaften und der besonders benannten Wohnplätze. bearbeitet im Statistischen Büreau des Königlichen Ministeriums des Innern, Verlag C. Heinrich, Dresden 1877, S. 58. (alternativ online: SLUB)
2. 1 2  Alphabetisches Verzeichniss der im Königreiche Sachsen belegenen Stadt- und Landgemeinden (Einträge 1 – 4)
3. ↑  Ernst Eichler, Volkmar Hellfritzsch, Johannes Richter: Die Ortsnamen des sächsischen Vogtlandes. 1. Das Namenbuch. (= Vogtlandmuseum Plauen, Schriftenreihe 50), Plauen 1983, S. 36.
4. ↑  Georgengrün (2) – HOV | ISGV. Abgerufen am 4. Dezember 2022.
5. ↑  D. C. Bruhns: Resultate aus den meteorologischen Beobachtungen angestellt an mehreren Orten im Königreich Sachsen in den Jahren 1848-63 und an den 22 Kgl. Saechsischen Stationen im Jahre 1864: Nach den monatlichen Zusammenstellungen im statistischen Bureau des Rgl. Ministeriums des Innern bearbeitet von C. Bruhns. E. J. Günther (später:) Dresden u. Leipzig B. G. Teubner, 1867, S. 44,45 (google.de [abgerufen am 7. Dezember 2022]).